# ランドウィック・ラグビー
ランドウィック・ラグビー（英: Randwick Rugby）は、オーストラリアのニューサウスウェールズ州シドニー都市圏のランドウィックを拠点とするラグビーユニオンチーム。ニューサウスウェールズ州の最高峰リーグであるシュートシールドに所属。

## 概要
ニューサウスウェールズ州シュートシールド（ニューサウスウェールズ州クラブ選手権）において、強豪チームの1つであり、1978年から1996年の間に14連覇、2023年までに計29回の優勝を果たしている。
チームカラーは「マートルグリーン（myrtle green、ダークグリーンの一種）」。マートルは日本語でギンバイカと呼ばれる常緑低木。
チームの愛称は、ジャージの色にちなんだ「Galloping Greens（疾走するグリーンという意味）」と、Randwickを略した「Wicks（芯という意味がある）」。クラブのホームグラウンドはクージーオーバルである。
ニューサウスウェールズ州はスーパーラグビーのワラターズの本拠地でもあるため、ランドウィックの有力選手はワラターズにも加入している。
1994年に、エディー・ジョーンズ（現・ラグビー日本代表ヘッドコーチ）はアシスタントコーチとして指導者デビューをし、同年にシュートシールドで優勝。2011年に、エディー・ジョーンズは殿堂入りを果たした。
2025年4月15日、クージーオーバルで、エディー・ジョーンズが率いるU23ラグビー日本代表と対戦を行う。

## 歴史
出典：
1882年創設。1894年から1897年にかけて4年連続でプレミアシップ（Premier Club of the Colony、シュートシールドの前身大会）を制覇した。
1900年に1部リーグから降格し、現在の地区大会にあたる大会に所属。
1907年8月8日、シドニーで13人制ラグビーであるニューサウスウェールズ・ラグビー・フットボール・リーグが創設された。13人制ラグビーリーグは、ニューサウスウェールズ州とクイーンズランド州での主要な球技として、15人制のラグビーユニオンに取って代わり、多くの選手がラグビーリーグへと移籍していった。そんなラグビーユニオン低迷期の1908年には、ランドウィックがプレミアシップに復帰した。
1923年、プレミアシップの分離にともない、ニューサウスウェールズ州のクラブ選手権としてシュートシールドが設立され、加入した。
1926年、ホームグラウンドが現在のクージーオーバルとなる。1928年、クラブカラーをそれまでの赤と白の横縞から、現在のマートルグリーンを採用。
1978年から1996年まで、シュートシールドで14連覇を果たす。直近の優勝は2023年。

## タイトル
2024年10月現在。
- Premier Club of the Colony [注 1] 優勝 4回：1894, 1895, 1896, 1897
- シュートシールド 優勝 29回：1930, 1934, 1938, 1940, 1948, 1959, 1965, 1966, 1967, 1971, 1973, 1974, 1978, 1979, 1980, 1981, 1982, 1984, 1987, 1988, 1989, 1990, 1991, 1992, 1994, 1996, 2000, 2004, 2023
- Australian Club Champions 優勝 6回：1982, 1983, 1988, 1989, 1991, 1997
- Melrose Sevens 優勝 1回：1990

## 歴代所属選手
- カートリー・ビール
- デイヴィッド・キャンピージ
- ロッキー・エルソム
- セイララ・ラム
- ジョージ・グレーガン（ オーストラリア代表）
- クリス・レイサム
- ドリュー・ミッチェル
- マット・ギタウ
- ヘンリー・ハッチソン
- アンドリュー・ディーガン
- ベン・ドナルドソン
- ウィル・ハリソン
- ベン・ダウリング
- ネマニ・ナドロ